# ナポリ中央駅
座標: 北緯40度51分08秒 東経14度16分19秒 / 北緯40.852340度 東経14.272060度

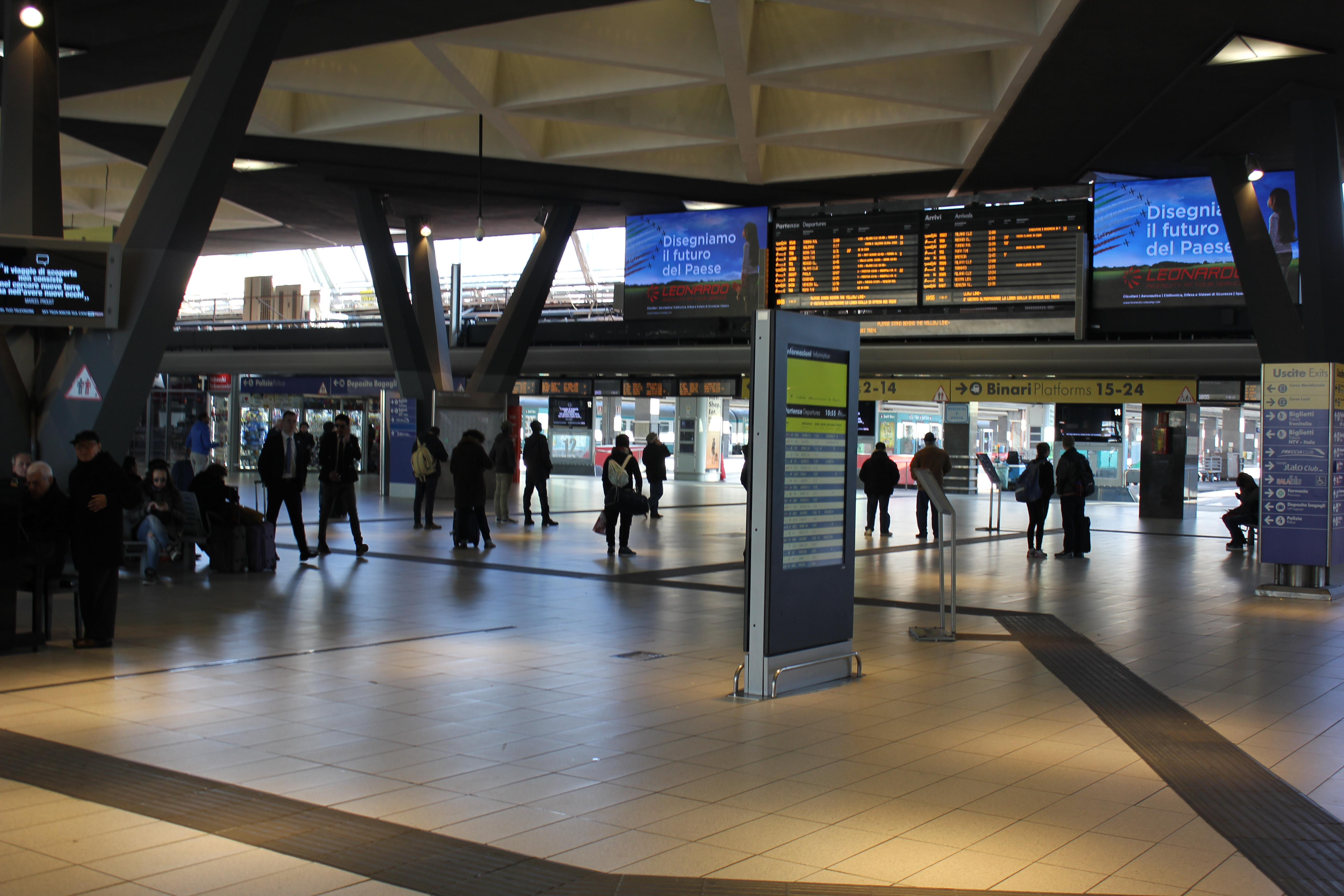
駅舎内部

ナポリ中央駅 (Stazione di Napoli Centrale) は、ナポリの主要なターミナル駅でイタリアで6番目に多い乗降客数がある。 南イタリア最大規模の鉄道駅。
1866年の初代駅舎の設計は建築家エンリコ・アルヴィーノによるものである。第二次世界大戦後、駅舎の建て替えが計画され、1954年にピエルルイージ・ネルヴィの設計で工事が始まり1960年に完成した。
駅前にはジュゼッペ・ガリバルディを記念して命名された広場（ピアッツァ）があり、地下には地下鉄Linea 2 のナポリ・ピアッツァ・ガリバルディ駅がある。ナポリ中央駅の地下階からは連絡通路で移動できる。
950㎜の狭軌を採用するチルクムヴェズヴィアーナ鉄道の駅が隣接している。この鉄道のターミナル駅も近く、徒歩圏内である。
フランチェスコ・ジェラーチェ作の「シレーナの泉」は19世紀中ごろに完成し、鉄道駅の正面の現在ガリバルディ広場となっている庭園に設置されていたが、サンナッザーロ広場に1924年に移された。
2005年から駅はドミニク・ペローの設計による改築と再構築が行われている。改築の最新の作業は駅の内装に各ホームにプラズマテレビの設置、外に有るタクシー乗り場への歩行者用通路、チルクムヴェズヴィアーナのホーム階の入り口へ行けるように
エスカレーターと動く歩道のある通路の作成、駅内部に有る「パルテノペの泉」の修理など。

## 施設
駅に有る施設:
- 切符売場
- エスカレーター
- 身体障害者を運ぶ要員
- バスとトロリーバスの始発
- 乗替え用駐車場
- バール

## 備考
1. ↑  grandistazioni.itのデータ（2007年7月）